# 屠肆增二
武仙座105，又名BD+24 3381，HD 168532、SAO 85921、HR 6860，是武仙座的一颗恒星，视星等为5.27，位于銀經51.92，銀緯17.6，其B1900.0坐标为赤經18h 15m 3.7s，赤緯+24° 17.6′ 16″。